# Dziedziczenie materiałów archiwalnych
Dziedziczenie materiałów archiwalnych (sukcesja) – w archiwistyce jest to przejmowanie materiałów archiwalnych w drodze przejęcia przez sukcesora całości lub części zakresu działania twórcy materiałów (sukcesodawcy). Sukcesja materiałów może być czynna (materiały spraw niezakończonych przez sukcesodawcę potrzebne są do dalszej bieżącej działalności sukcesora) oraz bierna (przejęte materiały nie są potrzebne do bieżącej działalności sukcesora).